# 7560 Spudis
7560 Spudis eller 1986 AJ är en asteroid i huvudbältet som upptäcktes den 10 januari 1986 av det amerikanska astronom paret Eugene M. och Carolyn S. Shoemaker vid Palomar-observatoriet. Den är uppkallad efter amerikanen Paul D. Spudis.
Den tillhör asteroidgruppen Hungaria.